# SPHERE
Spectro-Polarimetric High-Contrast Exoplanet Research
Pour les articles homonymes, voir Sphère (homonymie).
SPHERE, de son nom complet Spectro Polarimetric High contrast Exoplanet REsearch (littéralement « Recherche d'exoplanètes par spectropolarimétrie à haut contraste »), en français Spectro-Polarimètre à Haut contraste destiné à la REcherche d'Exoplanètes, est un instrument de seconde génération installé sur le Très Grand Télescope de l'Observatoire européen austral, au Chili.
L'objectif principal de SPHERE est l'imagerie directe de planètes extrasolaires. Cet instrument est composé d'un miroir déformable comprenant  1 300 actionneurs pouvant compenser 1 200 fois par seconde les perturbations dues aux turbulences de l'atmosphère terrestre.
| Sigles de 2 caractères   |
| Sigles de 3 caractères   |
| Sigles de 4 caractères   |
| Sigles de 5 caractères   |
| ► Sigles de 6 caractères |
| Sigles de 7 caractères   |
| Sigles de 8 caractères   |

## Consortium
SPHERE est un projet européen dirigé par l'Institut de planétologie et d'astrophysique de Grenoble (IPAG). Ce consortium réunit au total 12 laboratoires et instituts d'Europe : le Laboratoire d'astrophysique de Marseille (LAM), l'Institut Max-Planck d'astronomie (MPIA), l'observatoire de Paris - LESIA, l'Institut national d'astrophysique (INAF), l'Observatoire astronomique de Padoue, l'ONERA, Le laboratoire Lagrange de Nice, l'Universiteit van Amsterdam, ETH Zurich Astron, l'observatoire de Genève et l'ESO.

## Mission

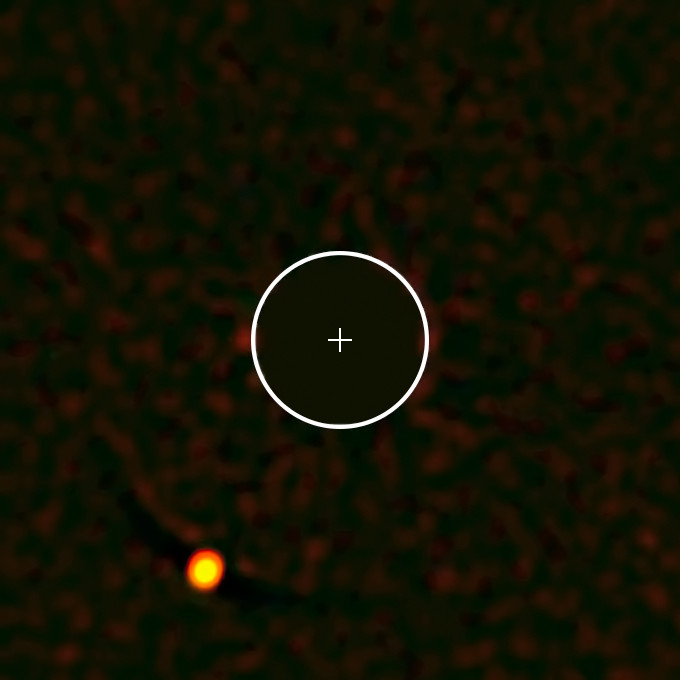
La planète HIP 65426b, détectée par l'instrument SPHERE

L'objectif principal de SPHERE est l'imagerie directe de planètes extrasolaires. SPHERE doit permettre de caractériser spectralement et polarimétriquement des planètes géantes.
En 2016, une équipe a annoncé avoir détecté une planète grâce à SPHERE HD 131399 Ab, orbitant dans un système triple. Cependant, une étude en 2017 montre qu'il s'agit en fait d'une étoile située en arrière plan et non d'une planète.
En juillet 2017, le consortium SPHERE annonce la découverte de sa première exoplanète, HIP 65426 b,.
En décembre 2017, l’instrument SPHERE révèle les petits mondes rocheux et glacés de notre système solaire, le site internet de l'ESO publie 4 photos inédites des astéroïdes de la ceinture principale, (29) Amphitrite, (324) Bamberga, (2) Pallas et (89) Julie.